# Produção de café no Brasil

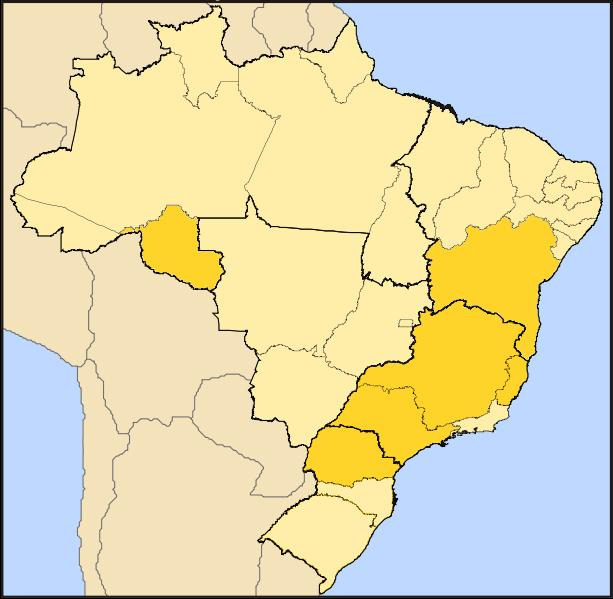
Mapa mostrando os principais estados produtores

A Produção de café no Brasil é responsável por cerca de um terço da produção mundial de café, o que faz o país ser de longe o maior produtor - uma posição mantida nos últimos 150 anos. Em 2012 foram produzidas 50 milhões de sacas, totalizando 3 milhões de toneladas. Em 2009 foram produzidas 2,4 milhões de toneladas. Em 2007 cerca de 70% da produção foi de café arábica, e apenas 4,26% do café exportado em 2009 foi do tipo robusta. O Brasil é, também, o maior exportador do mundo, mas sofre concorrência de países como Vietnã, Indonésia, Colômbia, Honduras, Etiópia, Peru, Índia, Guatemala e Uganda, países que estão entre os 10 maiores produtores.
Em 2018, o Brasil produziu 3,5 milhões de toneladas de café, sendo o maior produtor do mundo. Os estados que mais produzem são, principalmente, Minas Gerais (33,46 milhões de sacas) e Espírito Santo (13,6 milhões de sacas), seguidos por São Paulo (6,15 milhões de sacas), Bahia (4,13 milhões de sacas), Rondônia (2,43 milhões de sacas) e Paraná (937,6 mil sacas). Em 2020, Minas Gerais era o maior produtor de café arábica do país. Já o Espírito Santo era o maior produtor de café conillon.

## Introdução do cultivo e primórdios da cultura (1727–1850)

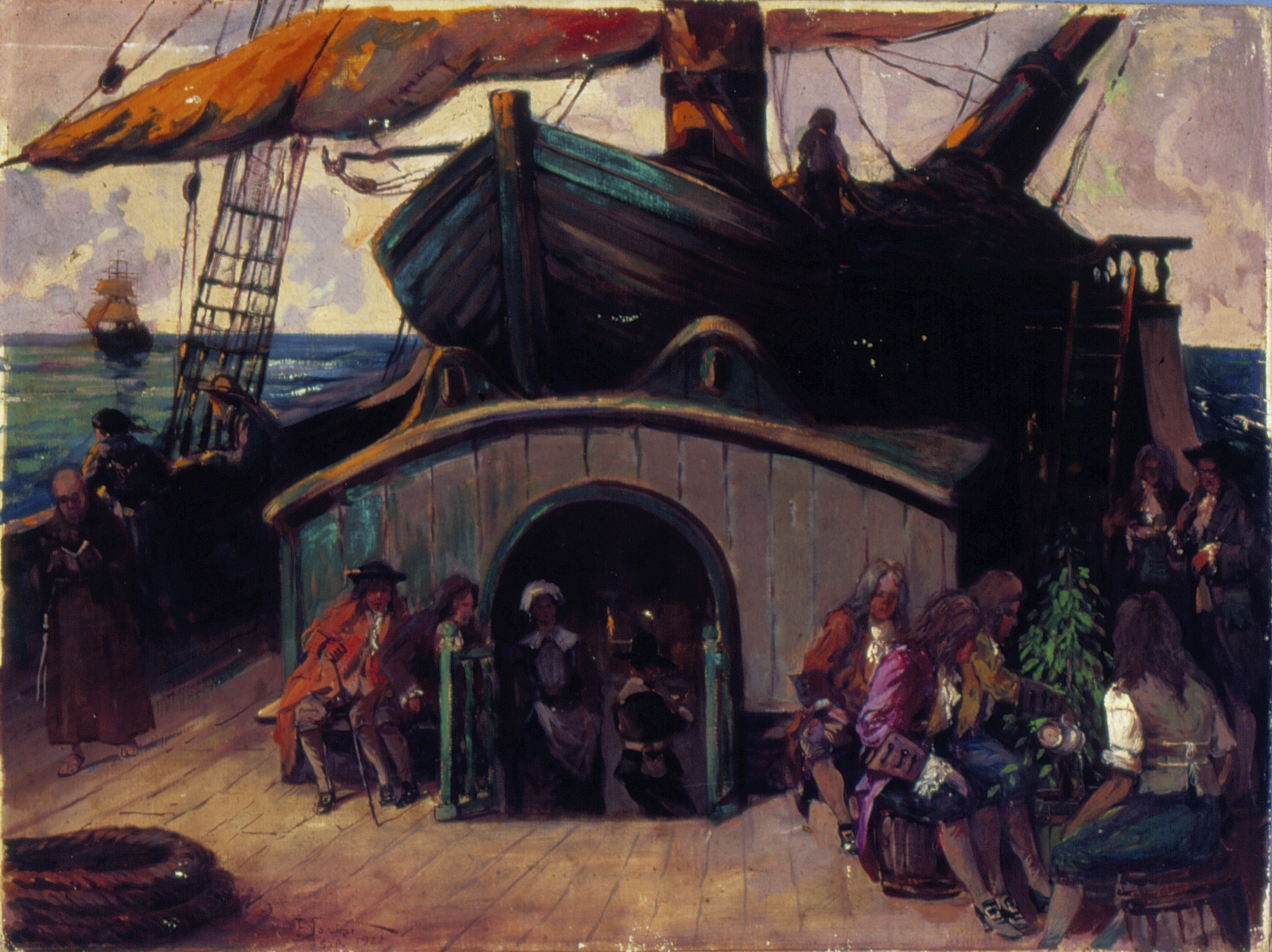
Primeiras Mudas de Café (1760), óleo sobre tela de Alfredo Norfini, Museu Paulista da Universidade de São Paulo.

O cafeeiro não é nativo das Américas e sim das estepes da Etiópia, por isso ele deve ter sido artificialmente introduzido  no Brasil. O primeiro pé de café teria sido plantado no estado do Pará, em 1729.

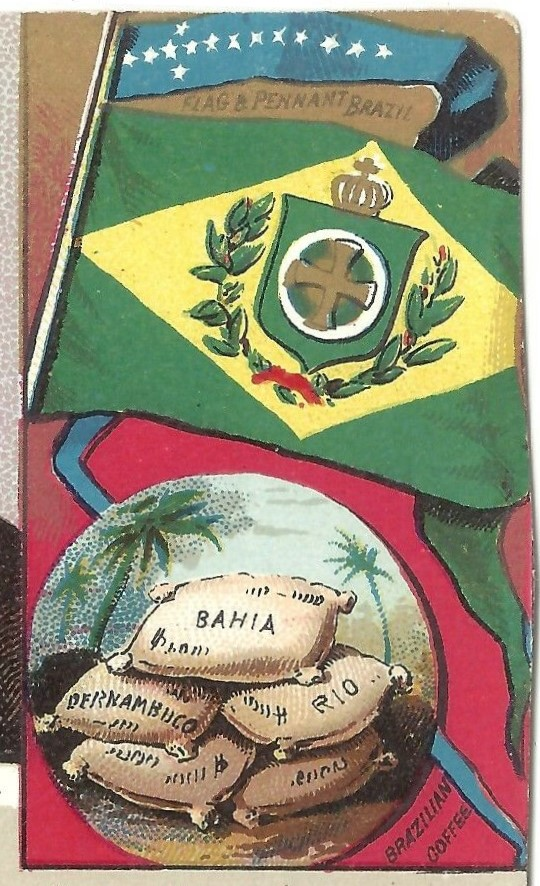
Imagens alusivas a produção cafeicultora brasileira nos anos1880s.

De acordo com a lenda, o governador do Brasil estaria procurando tomar uma parcela do mercado de café e teria enviado o sargento-mor Francisco de Melo Palheta para que roubasse sementes da Guiana Francesa, sob o pretexto de mediar uma disputa de fronteiras. Em vez de tentar penetrar nas fortemente guardadas fazendas de café, Palheta usou seu charme pessoal para persuadir a primeira-dama local. Incapaz de resistir, ela lhe deu uma muda da planta num jantar de Estado na sua despedida antes de voltar para o Brasil.

O café apenas passa a ter importância nos mercados internacionais no decorrer do século XVIII, em que se transforma no principal alimento de luxo nos países do Ocidente, e é esse fato que estimula a sua cultura nas colônias tropicais da América e da Ásia. No entanto, o Brasil entra apenas tardiamente na lista dos grandes produtores, como explica Caio Prado Jr.:
"Apesar de sua relativa antiguidade no país, a cultura do café não representa nada de apreciável até os primeiros anos do século [XIX]. Disseminara-se largamente no país, do Pará a Santa Catarina, do litoral até o alto interior (Goiás); mas apesar dessa larga área de difusão geográfica, o cafeeiro tem uma expressão mínima no balanço da economia brasileira. Sua cultura, aliás, destina-se mais ao consumo doméstico das fazendas e propriedades em que se encontra. Comercialmente seu valor é quase nulo."
E esse início tardio da produção de café para exportação se explica pela mineração no séc. XVIII, pois é apenas no fim desse século que vemos um "renascimento" agrícola no País, e durante esse período o açúcar ainda gozava da preferência dos agricultores. É somente com a "decadência das lavouras tradicionais" (cana-de-açúcar, algodão e tabaco), [que] vemos um "deslocamento da primazia econômica", do Nordeste para o Sudeste. Outro fator que estimulou a produção de café brasileiro foi a independência dos Estados Unidos que fez com que aquela crescente nação evitasse a todo custo comprar produtos da sua antiga metrópole (os principais produtores no séc. XVIII eram as colônias asiáticas inglesas e holandesas).

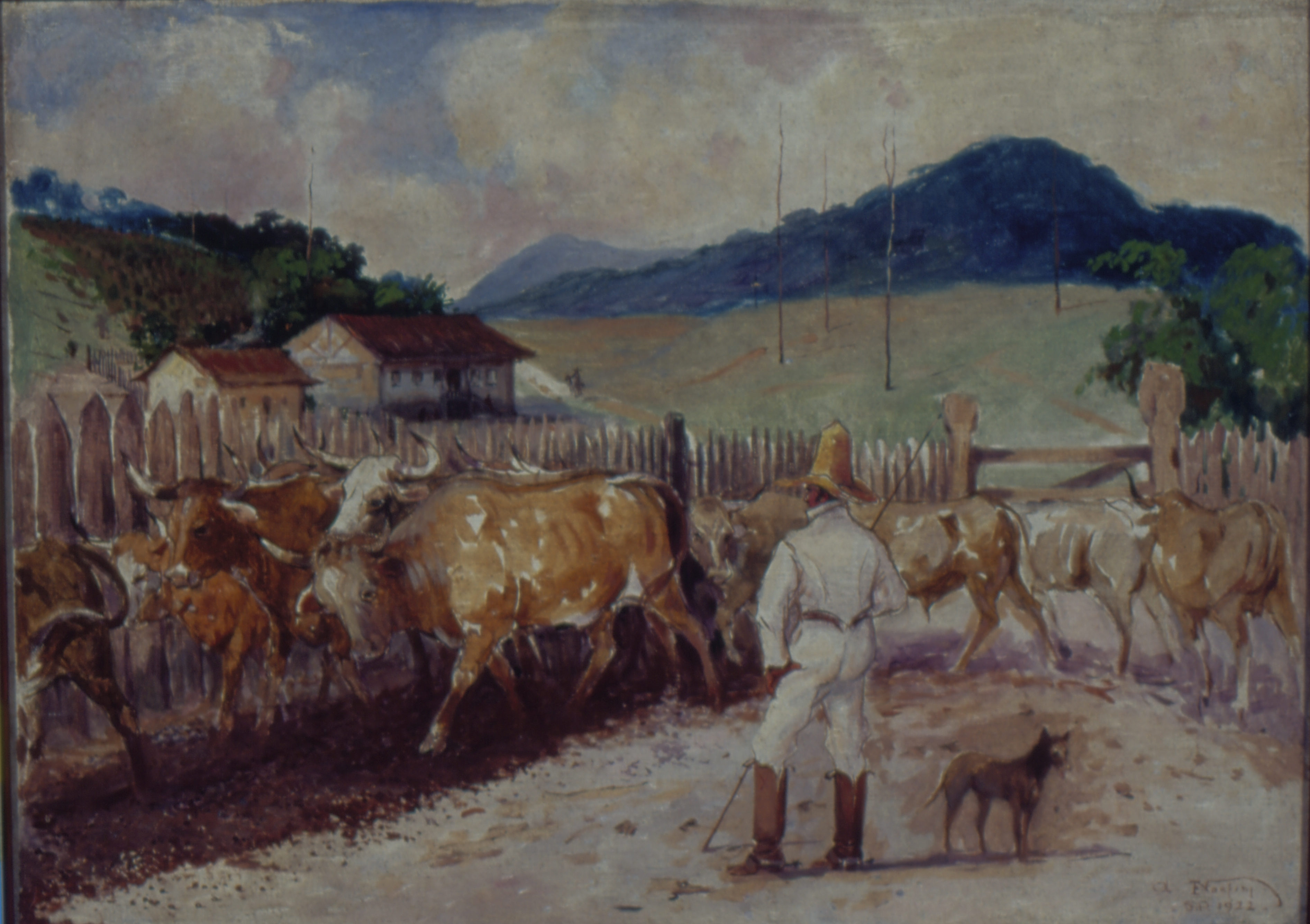
Descascamento de café a pata do boi (1820), óleo sobre tela de Alfredo Norfini, Museu Paulista da Universidade de São Paulo.

O ciclo do café no Brasil se iniciou, de fato, quando o desembargador João Castelo Branco mandou vir do Maranhão algumas sementes ou mudas, entre 1760 e 1762, para a Cidade do Rio de Janeiro. Das mudas, vingaram apenas umas que foram plantadas no quintal da casa em que ele residia, na ladeira do morro de Santo Antônio, num ponto próximo à hoje Imprensa Nacional, e outras nos terrenos do mosteiro de Santa Teresa, além de mais duas na horta do convento dos capuchinhos italianos, na rua dos Barbonos (primitivamente chamada "caminho dos Arcos da Carioca" e que tomou o nome então vulgar dos frades, depois conhecidos por "barbadinhos"), atualmente chamada de rua Evaristo da Veiga . No século XIX, com a expansão da cafeicultura carioca para o Vale do Paraíba (inicialmente, Vassouras e entorno), a então Província do Rio de Janeiro se torna a província mais rica do Brasil e principal produtora de café do mundo. Entre 1835 e 1850, a produção fluminense/carioca de café sextuplicou e o Rio de Janeiro sozinho foi responsável por cerca de 80% da produção nacional de café e 40% da produção mundial, o equivalente na época a mais de 70% do PIB nacional brasileiro .
A indústria cafeeira dependia do trabalho escravo e na primeira metade do século XIX 1,5 milhão de escravos foram importados para o Brasil a fim de suprir as necessidades das plantações no Sudeste. Com a proibição do tráfico externo em 1850, os cafeicultores passaram progressivamente a contar com mão-de-obra imigrante europeia nas fazendas.

## Ciclo de 1857–68
Durante todo o séc. XIX, a produção brasileira se deu num contexto de mercado livre, com os preços flutuando "sem apresentar qualquer tendência", sendo explicados em boa parte pelo movimento dos níveis gerais de preços, e mostrando um comportamento oscilatório devido a descompassos entre oferta e demanda.
Em meados do século o Brasil já era o maior produtor mundial. Depois da Crise de 1857, os preços começam a subir graças à recuperação da demanda europeia e a limitações na oferta graças aos estragos na lavoura provocados pela mariposa-do-café e pelo encarecimento da mão de obra escrava, principalmente no Rio de Janeiro. Adicionada à estabilidade cambial do período, os altos preços incentivaram a expansão das lavouras.

## Oeste Velho e Novo Oeste Paulista

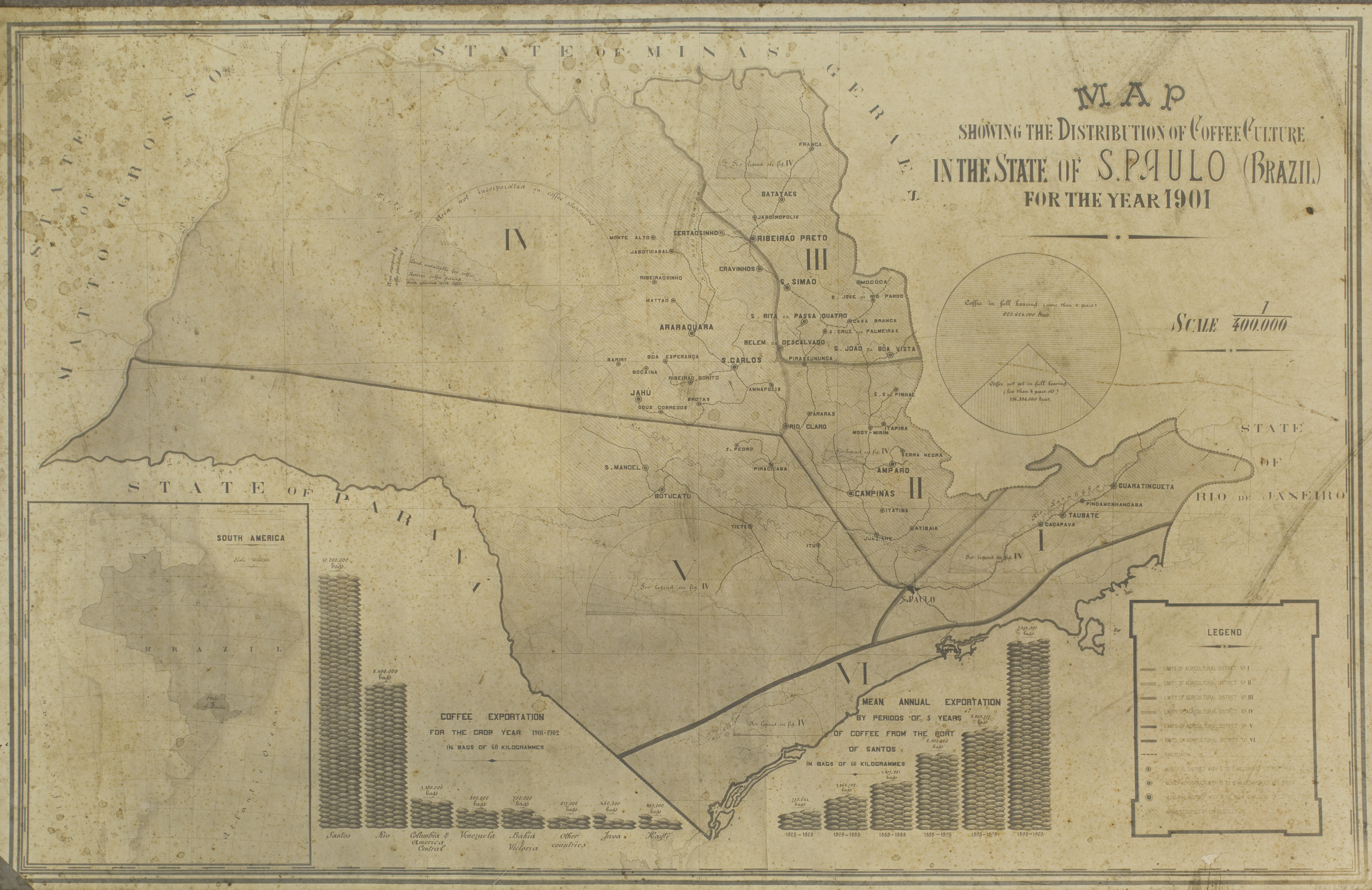
Mapa ilustrativo da distribuição da Cultura do Café em 1901 no estado de São Paulo.

Foi na região do Vale do Paraíba que o café estabeleceu-se como forte produto da cadeia exportadora nacional, tornando o grão o principal produto exportado pelo país. Todavia, já nos idos de 1850, o esgotamento das áreas e a perda da fertilidade do solo, fez a produção expandir-se à região oeste do Rio de Janeiro, no Estado de São Paulo. As principais cidades dessa nova área de expansão foram Campinas, Limeira, Bragança Paulista e Amparo que, por muitos anos, foram as maiores produtoras nacionais. A denominação Oeste Velho advém dos fatos de tratar-se da primeira região expandida após o Vale do Paraíba paulista, bem como por conciliar estruturas agrário-sociais da área anterior com as das áreas paulistas mais à oeste. Conviveu com o trabalho escravo e do imigrante assalariado; seus fazendeiros possuíam uma mentalidade intermediária entre a Aristocracia cafeeira e a Burguesia do Café, a última predominante no Novo Oeste paulista, que tem na cidade de Ribeirão Preto sua maior exemplar.

### Convênio de Taubaté
Durante o advento da República Velha, mais especificamente da "República Oligárquica", iniciada em 1894, o café já era o principal produto de comércio exterior do país, garantindo grande recebimento de divisas. Mas as dificuldades de comercialização, principalmente a partir da Crise de 1893 que atingiu severamente os Estados Unidos, um dos maiores consumidores, levaram a que fazendeiros e produtores recorressem à intervenção do governo federal, o que foi formalizada com o Convênio de Taubaté assinado em 1906 com os governadores de São Paulo, Minas Gerais e Rio de Janeiro. Com essa medida, o governo federal passou a agir diretamente no mercado de café e assegurava o apoio político e financeiro dos governadores das regiões produtoras. Essa intervenção do Estado em prol de uma classe de produtores rurais, aumentou no país a "concentração de renda" e atrasou o desenvolvimento de outros setores, como o industrial, além de adiar o fim do "ciclo do café", que ocorreria apenas com a Revolução de 30. Posteriormente, o plantio de café se expandiu para o norte do Paraná por volta dos anos 50.

## Pontuação do Café e Qualidade
A Pontuação de Café é um sistema amplamente reconhecido que avalia a qualidade dos grãos com base em critérios sensoriais e técnicos padronizados pela Specialty Coffee Association (SCA) . Esse sistema atribui uma nota entre 0 e 100 para cada lote de café, considerando atributos como fragrância, aroma, sabor, acidez, corpo e finalização. Apenas os cafés que alcançam pontuação acima de 80 pontos são considerados especiais, enquanto aqueles com mais de 85 pontos se destacam como cafés de excelência.

### Importância da Pontuação para Consumidores e Produtores
Ver artigo principal: Café especial
Para os consumidores, a pontuação serve como um guia confiável na escolha de cafés de alta qualidade. Cafés com notas acima de 85 oferecem experiências sensoriais ricas e complexas, com sabores equilibrados e aromas bem definidos. Esse sistema também educa o paladar dos consumidores, ajudando-os a distinguir os diferentes perfis de sabor de acordo com a nota atribuída ao café.
Para os produtores, a pontuação de café é uma ferramenta essencial para agregar valor ao produto e conquistar mercados mais exigentes, tanto nacional quanto internacionalmente. Além disso, o processo de avaliação incentiva melhorias contínuas nos métodos de cultivo e processamento, promovendo inovações na cadeia produtiva.

### Principais Atributos Avaliados
1. Fragrância e Aroma: Avaliam o cheiro do café antes e depois do contato com água quente.
2. Sabor: Consideram a intensidade, complexidade e qualidade do gosto percebido.
3. Acidez: Contribui para o frescor e doçura da bebida, sendo um dos fatores mais apreciados em cafés especiais.
4. Corpo: Refere-se à sensação tátil do café na boca, que pode variar de leve a encorpado.
5. Finalização: Analisa o sabor residual deixado após a degustação.

### Impacto no Mercado Brasileiro
Ver artigo principal: Café especial
No Brasil, o sistema de pontuação tem impulsionado o país a se destacar não apenas como o maior produtor, mas também como um líder na produção de cafés especiais. Estados como Minas Gerais, Espírito Santo e São Paulo têm sido pioneiros em adotar técnicas de cultivo e processamento que garantem altas notas para seus grãos. O resultado é um mercado interno mais sofisticado e uma presença mais competitiva no cenário internacional.

### Benefícios da Pontuação de Café
- Garantia de Qualidade: A pontuação assegura padrões elevados de qualidade para os consumidores.
- Valorizacão do Produto: Cafés de alta pontuação são mais valorizados no mercado global.
- Transparência: Informar a pontuação no rótulo ajuda os consumidores a fazer escolhas informadas.
- Educação Sensorial: O sistema educa consumidores e produtores sobre a importância de atributos sensoriais.

Com a combinação de tradição e inovação, a Pontuação de Café não é apenas um indicador de qualidade, mas também um motor para o desenvolvimento contínuo da cafeicultura brasileira.

### Produção do café por Estado Brasileiro no período de 2001-2018
Segundo dados da Conab - Companhia Nacional de Abastecimento, a produção de café no Brasil acumulada, durante o período de 2001 a 2018, é distribuída por estado da seguinte forma:
| Estado         | Quantidade Produzida Acumulada (mil sacas) de 2001-18 | Porcentagem da Produção Nacional de 2001-18 |
| -------------- | ----------------------------------------------------- | ------------------------------------------- |
| MG             | 403.213,8                                             | 51,5                                        |
| ES             | 179.096,1                                             | 22,9                                        |
| SP             | 78.706,0                                              | 10,1                                        |
| BA             | 42.222,6                                              | 5,4                                         |
| RO             | 31.475,9                                              | 4,0                                         |
| PR             | 29.327,6                                              | 3,7                                         |
| RJ             | 4.877,4                                               | 0,6                                         |
| MT             | 3.823,3                                               | 0,5                                         |
| PA             | 3.139,1                                               | 0,4                                         |
| GO             | 1.588,1                                               | 0,2                                         |
| Demais Estados | 5.508,1                                               | 0,7                                         |
| TOTAL          | 782.991,5                                             | 100,0                                       |

A tabela acima informa a quantidade bruta acumulada por Estado, mas não representa o valor nominal da produção, uma vez que o preço da saca é determinado por fatores como qualidade e tipo do café. Como o café arábica possui historicamente preços superiores ao café do tipo conilon, é normal que o valor da produção de estados grandes produtores de arábica, como Minas Gerais e São Paulo, sejam superiores ao comercializado em estados com predominância do conilon, a exemplo de Espírito Santo e Rondônia.